# Планетарий Хейдена
Планетарий Хайдена (англ. Hayden Planetarium, часто называемый «Сфера Хайдена») — часть Роуз-Центра Земли и Космоса (англ.) и филиал Американского музея естественной истории в Нью-Йорке, в настоящее время возглавляемый астрофизиком Нилом Тайсоном.
С февраля 2000 планетарий является одной из важнейших частей Роуз-центра. В верхней части Сферы Хейдена расположен Звёздный театр, представляющий возможность наблюдать за звёздным небом с помощью видео с высоким разрешением, основанным на визуализации текущих астрофизических данных в комплексе со Звёздной системой Проектора Zeiss, точно копирующей ночное небо Земли. Нижняя часть сферы дает возможность наблюдать за Большим взрывом в четырёхминутной программе.
Покидая «театр», посетители выходят к «Космической тропе», иллюстрирующей историю формирования ранней вселенной, и далее в Зал Земли, где могут исследовать геологию, погоду, тектонику плит и др., и в Зал вселенной для исследования модели планет, звёзд и галактик.
Планетарий Хейдена проводит как авторские, так и общественные лекции по множеству курсов. После реконструкции в 2000 планетарий открылся с моделью лишь 8 планет, исключив Плутон.

## Изображения Планетария

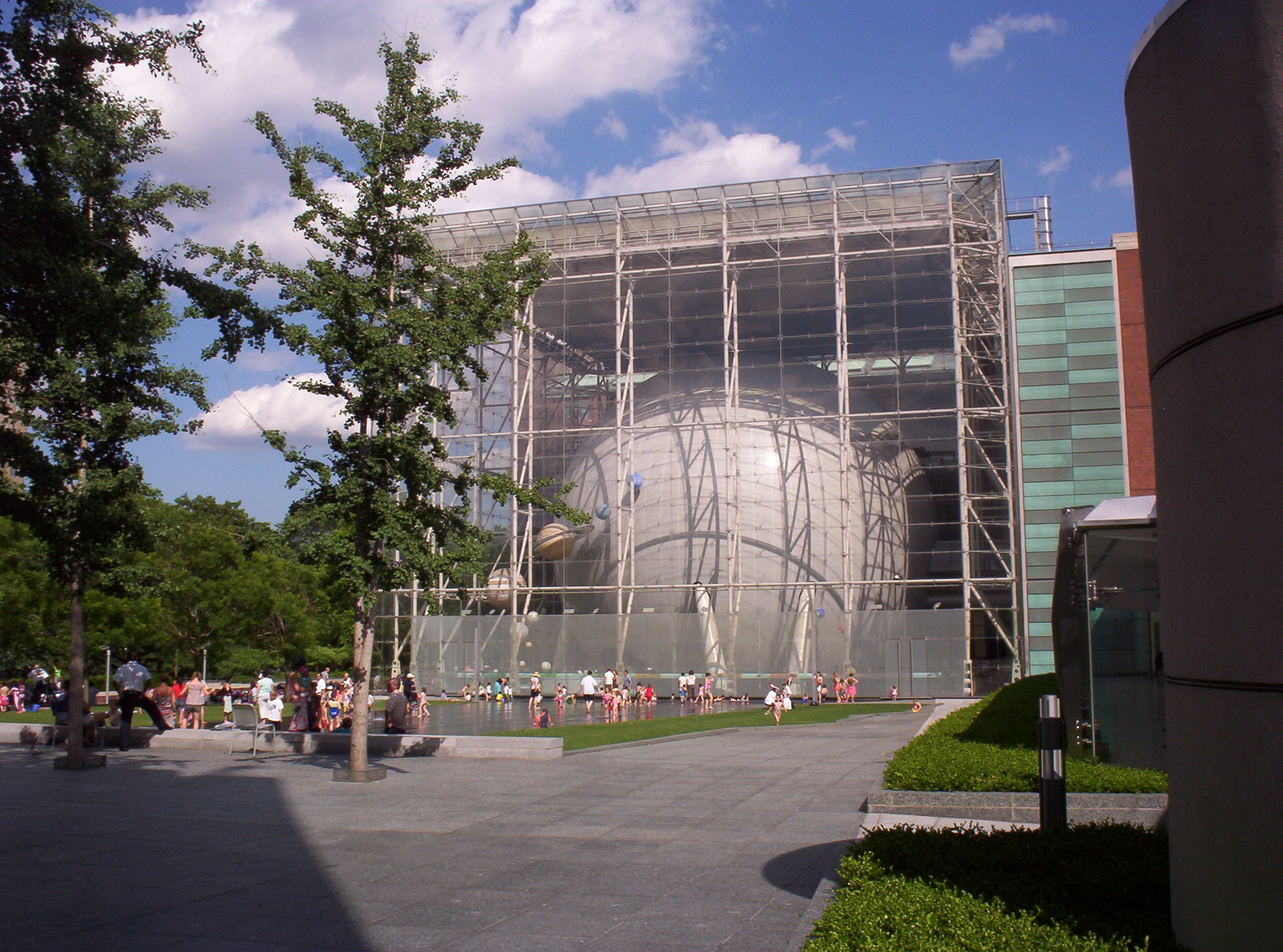
Фасад Роуз-центра
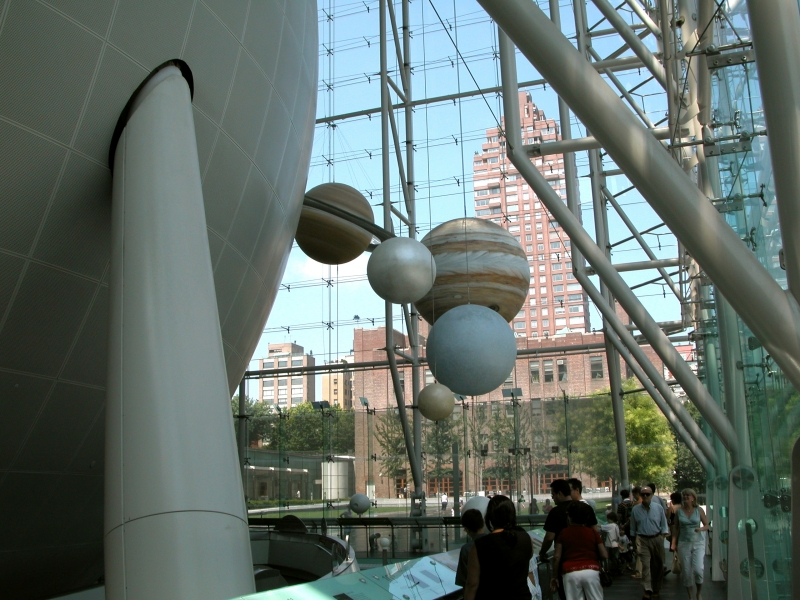
Модели планет в Зале вселенной Роуз-Центра Земли и Космоса
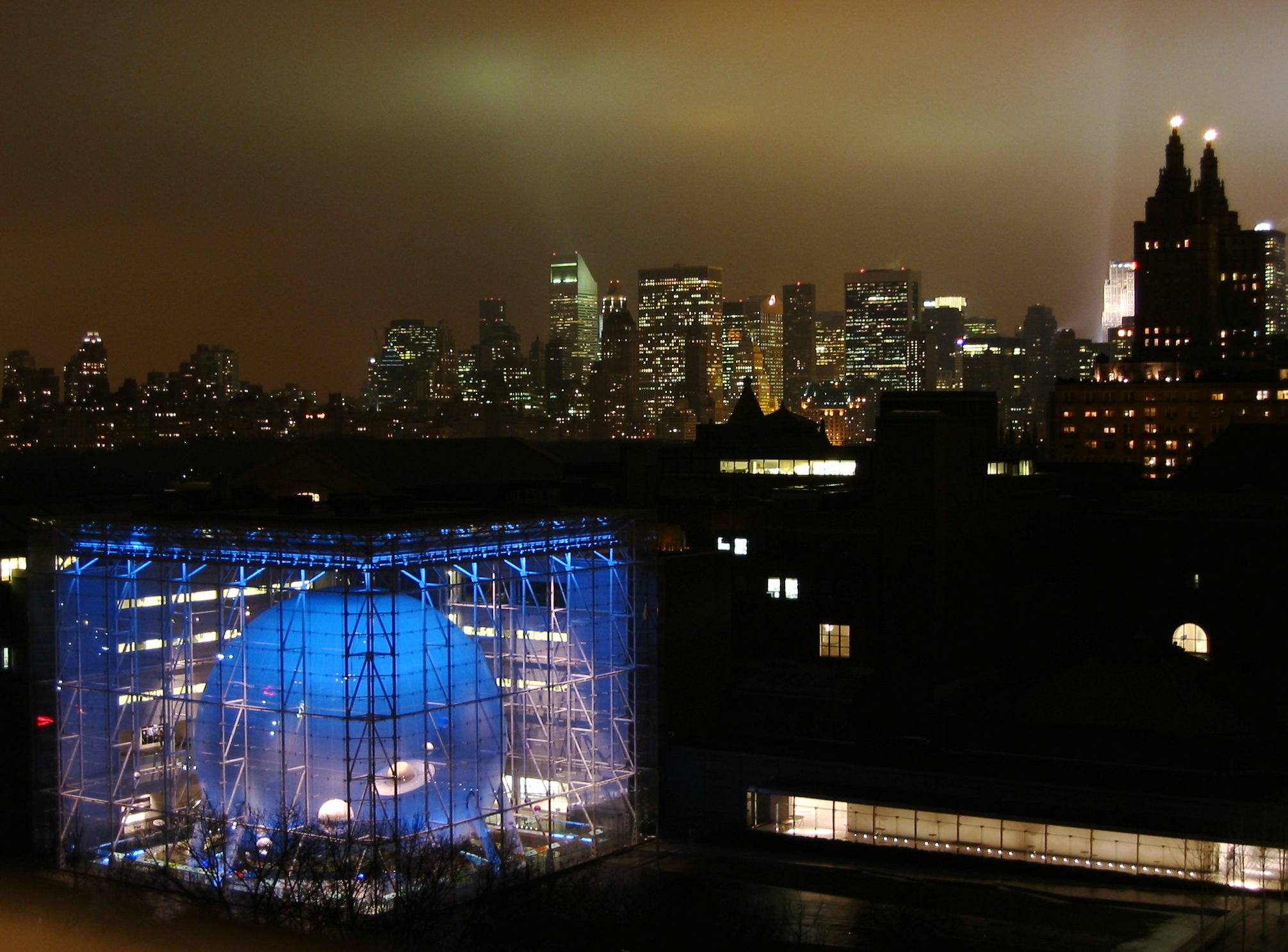
Ночная панорама Роуз-Центра Земли и Космоса.